# Houston (Missisipi)
Houston – miasto w Stanach Zjednoczonych, w stanie Missisipi, siedziba administracyjna hrabstwa Chickasaw.